# Ровине
Ровине (серб. Ровине, босн. и хорв. Rovine)  — населенный пункт в общине Градишка в Республике Сербской, Босния и Герцеговина.
Сегодня в Ровине живет множество беженцев и перемещенных лиц в основном из Дони-Вакуфа.

## География
Поселение находится в регионе Лиевче-Поле.

## Население

### Этнический состав
| Национальность | 1991         | 1981         | 1971         |
| -------------- | ------------ | ------------ | ------------ |
| Босняки        | 577 (56,79%) | 493 (50,35%) | 491 (58,73%) |
| Сербы          | 304 (29,92%) | 295 (30,13%) | 287 (34,33%) |
| Югославы       | 96 (9,44%)   | 152 (15,52%) | 1 (0,11%)    |
| Хорваты        | 18 (1,77%)   | 14 (1,43%)   | 30 (3,58%)   |
| Нет данных     | 21 (2,06%)   | 25 (2,55%)   | 27 (3,22%)   |
| Всего          | 1.016        | 979          | 836          |

### Численность населения
| Год  | Численность |
| ---- | ----------- |
| 1961 | 641         |
| 1971 | 836         |
| 1981 | 979         |
| 1991 | 1.022       |